# Valter Dešpalj
Valter Dešpalj (Zadar, 5. studenoga 1947. – Zagreb, 9. travnja 2023.) bio je hrvatski violončelist i glazbeni pedagog. Po završenom studiju na Juilliard School u New Yorku (klasa Leonarda Rosea) i Moskovskom konzervatoriju Čajkovski (klasa Galine Kozolupove) te usavršavanju kod Pabla Casalsa, Pierrea Fourniera i André Navarre intenzivno koncertira diljem svijeta. 

## Karijera
Nastupao je solistički na festivalima u Gstaadu, Lockenhausu, Kuhmu i Dubrovniku, te u čuvenim dvoranama: Carnegie Hallu (New York), Kennedijevom centru (Washington), Royal Festival Hallu (London), Sydneyskoj operi, amsterdamskom Concertgebouwu, dvorani Moskovskog konzervatorija, dvorani Petrogradske filharmonije i mnogim drugim. Kao solist nastupao je i uz Berlinski simfonijski orkestar, Dresdensku, Varšavsku i Rotterdamsku filharmoniju, Orkestar nizozemskog radija, National Symphony (Washington), Sydney Symphony, Melbourne Symphony i druge orkestre, surađujući s mnogim čuvenim dirigentima (Lovro pl. Matačić, Sergiu Comissiona, Günther Herbig, James Conlon, Vernon Handley, Hiroyuki Iwaki, Howard Mitchell, David Zinman, Andrzej Markowski i drugi.) U komornoj glazbi bio je partner velikim umjetnicima kao što su Gidon Kremer, Dmitry Sitkovetski, Yo-Yo Ma, Heinrich Schiff, Philippe Entremont, Yury Bashmet i Tabea Zimmermann. 
Diskografska izdanja za tvrtke Stradivari (SAD), Orfeo (Njemačka), Melodija (Rusija) te Croatia Records.
Od 1996. do 2000. godine bio je glazbeni ravnatelj Dubrovačkog festivala.

## Pedagoški rad
Bio je redoviti profesor violončela na Muzičkoj akademiji u Zagrebu te gost profesor na uglednim glazbenim visokoškolskim ustanovama u inozemstvu. Bio je i član žirija na najprestižnijim međunarodnim natjecanjima, a njegove publikacije za violončelo objavile su poznate izdavačke kuće International Music Company (New York), Universal Edition (Beč) te Sikorski (Hamburg).
Bio je osnivač je i ravnatelj Festivala mladih gudača STRINGS ONLY! u Zadru, te majstorskog tečaja Cello Focus (Pöllauberg, Austrija.). Zajedno sa sestrom Majom 1996. godine utemeljio je Glazbenu školu Dešpalj za nadarenu djecu – gudače.

## Nagrade
- Nagrada "Vladimir Nazor"
- Nagrada Grada Zagreba
- Nagrada "Milka Trnina"
- Porin za životno djelo (2014.)[3]
- 2022. – Nagrada Lovro pl. Matačić za životno djelo[4]

## Vanjske poveznice
- Glazbena škola Dešpalj  Arhivirana inačica izvorne stranice od 15. rujna 2011. (Wayback Machine)